# 太田昌孝 (政治家)
太田 昌孝（おおた まさたか、1961年8月28日 - ）は、日本の政治家。公明党所属の前衆議院議員（1期）。

## 人物
長野県長野市出身。長野市立芹田小学校、長野市立櫻ヶ岡中学校を経て長野県長野東高校を卒業後、創価大学法学部に進学。
大学卒業後に地方公務員として長野市役所に入庁する。市役所を退庁後に長野市議会議員から長野県議会議員を経て、2017年10月に第48回衆議院議員総選挙に比例北陸信越ブロックから立候補し初当選を果たす。
2006年4月に防災士の資格を取得。妻、母と2人の息子がいる。
後述の不祥事により、2021年10月の第49回衆議院議員総選挙には立候補せず1期限りで退任した。

## 政策・主張
- アベノミクスをどちらかと言えば評価する[2]。
- 消費増税の先送りをどちらかと言えば評価する[2]。
- 平和安全法制の成立をどちらかと言えば評価する[2]。
- 北朝鮮問題への取り組みをどちらかと言えば評価する[2]。
- 改正組織犯罪処罰法をどちらかと言えば評価する[2]。
- 選択的夫婦別姓制度に賛成[2]。
- ひとり親家庭やDINKSなど家族の形は多様でよい[2]。
- 非核三原則を堅持すべきだ[2]。
- 消費税10％にどちらかと言えば賛成。増えるべき税収の使いみちは幼児教育の無償化や高等教育の負担軽減[2]。
- 憲法改正にどちらかと言えば賛成。改正すべき項目として、環境権・緊急事態条項・地方自治を挙げる[2]。

## 不祥事
東京地検特捜部は2021年8月4日、公明党の吉田宣弘と太田の議員会館事務所に家宅捜索に入った。両議員の元秘書2人が登録貸金業者となっていないにもかかわらず、政府系金融機関と融資先の仲介業務に関与した貸金業法違反の容疑によるもので、2人の元秘書は仲介業務で多額の報酬を得ていたとされる。。貸金業法違反の疑いがある2人のうち1人は、遠山清彦が衆議院議員時代に秘書を務めていた。もう1人の太田の元秘書は漆原良夫元衆議院議員の秘書を務めていた。
8月30日、同件の責任を取る形で同年秋までに予定される第49回衆議院議員総選挙への公認を辞退した。太田は「私の秘書が行っていたことを私自身が認識できず、司直の手を煩わせてしまったことは誠にじくじたる思いであり、監督責任を痛感している」とのコメントを出した。
12月28日、太田の元秘書や遠山ら4人が貸金業法違反罪で在宅起訴された。2022年5月24日、東京地方裁判所は太田の元秘書に対し、「議員秘書の立場を悪用した」として懲役2年執行猶予3年、罰金100万円を言い渡した。